# Liste der Einträge im National Register of Historic Places im Union County (Kentucky)

Lage des Union County in Kentucky

Die Liste der Einträge im National Register of Historic Places im Union County in Kentucky führt die Bauwerke und historischen Stätten im Union County auf, die in das National Register of Historic Places aufgenommen wurden.
| [ 2 ] | Name                                              | Bild                                              | Eintragsdatum        | Lage                                                                                                   | Ort          | Beschreibung |
| ----- | ------------------------------------------------- | ------------------------------------------------- | -------------------- | --- | ------------ | ------------ |
| 1     | Camp Breckinridge Non-Commissioned Officers' Club | Camp Breckinridge Non-Commissioned Officers' Club | 2001 ID-Nr. 01000804 | 1116 North Village Road 37° 40′ 40″ N, 87° 53′ 17″ W                                                   | Morganfield  |              |
| 2     | Confederate Monument of Morganfield               | Confederate Monument of Morganfield               | 1997 ID-Nr. 97000666 | West Bannon Street und South Townsend Street auf dem städtischen Friedhof 37° 41′ 38″ N, 87° 54′ 46″ W | Morganfield  |              |
| 3     | Daniel H. Hughes House                            | Daniel H. Hughes House                            | 1980 ID-Nr. 80001673 | 213 W. O'Bannon Street 37° 41′ 2″ N, 87° 55′ 9″ W                                                      | Morganfield  |              |
| 4     | Morganfield Commercial District                   | Morganfield Commercial District                   | 1984 ID-Nr. 84002063 | Abgegrenzt durch Main Street, Court Street und Morgan Street 37° 41′ 2″ N, 87° 55′ 2″ W                | Morganfield  |              |
| 5     | George N. Proctor House                           | George N. Proctor House                           | 1990 ID-Nr. 90001488 | KY 1180 östlich der Kreuzung mit der Proctor Road 37° 43′ 17″ N, 87° 50′ 16″ W                         | Waverly      |              |
| 6     | Saline Island                                     | Saline Island                                     | 1998 ID-Nr. 98001291 | Ohio River, Flussmeilen 865-67 37° 34′ 49″ N, 88° 8′ 2″ W                                              | Saline Mines |              |
| 7     | Union County Courthouse                           | Union County Courthouse                           | 1978 ID-Nr. 78001401 | Main Street 37° 41′ 1″ N, 87° 55′ 2″ W                                                                 | Morganfield  |              |